# Younès Kaboul
Younès Kaboul (født 4. januar 1986) er en fransk fodboldspiller, som i øjeblikket spiller som central forsvarsspiller hos Premier League-klubben Watford F.C.. Han kan også spille på højre back eller på den defensive midtbane.
Kaboul har marokkanske rødder og er muslim.

## Landshold
Kaboul har repræsenteret Frankrig U/21. Den 15. november 2010 blev Kaboul kaldt ind til det franske mandskab, grundet en skadet hos Philippe Mexès, til en kamp imod Englands fodboldlandshold i en venskabskamp på Wembley. Den 15. maj 2012 blev Kaboul udelukket til en mulig deltagelse ved Euro 2012, eftersom han pådrog sig en knæskade under Tottenhams sidste kamp i sidste sæson.